# Marijn Beuker
Marijn Beuker (Arnhem, 21 september 1984) is een Nederlands sportbestuurder. In december 2023 trad hij in dienst als Directeur Voetbal bij Ajax. Hij is verantwoordelijk voor de gehele inhoudelijk voetbalvisie van de club, van U8 tot en met Ajax 1. Hij beheert de afdelingen scouting, jeugdopleiding, fysiek, medisch, topsport en analitics. 
Ook is hij verantwoordelijk voor de compositie van alle teams. Dit doet hij in nauwe samenwerking met Alex Kroes, die als dealmaker de rol van Technisch Directeur geniet.

## Carrière

### Voetbalbestuurder
Beuker trad in 2007 in dienst bij voetbalclub AZ als coordinator talent management binnen de jeugdopleiding van de club. Hierin was hij verantwoordelijk voor de begeleiding van de talentvolle jeugdspelers van de club. In 2013 werd Beuker doorgeschoven naar de positie van director of development. Na bijna veertien jaar verliet hij in november 2021 de Alkmaarders om in Schotland aan de slag te gaan als sportief directeur van de gevallen grootmacht Queen's Park, die zich als doel hadden gesteld terug te keren op het hoogste niveau. Tijdens het dienstverband van Beuker klom de ploeg gestaag op in de Schotse voetbalpiramide, maar slaagde het gedurende zijn werkzaamheden niet in de missie. Tussen december 2021 en mei 2022 stond Beuker nog als interim hoofdtrainer voor de groep bij Queen's Park, waarin hij direct promoveerde.
In het najaar van 2023 werd hij op voorspraak van RvC-adviseur Louis van Gaal, die Beuker kende uit hun gezamenlijke tijd bij AZ, binnengehaald door Ajax als directeur voetbalzaken. Zijn eerste offensief was het aantrekken van Jordan Henderson als speler en hij was leidend in het aantrekken van hoofdtrainer Francesco Farioli.